# Krakowskie Biuro Festiwalowe
Krakowskie Biuro Festiwalowe (KBF) – gminna instytucja kultury Krakowa powstała w styczniu 1997 roku jako Biuro Festiwalowe Kraków 2000. W dniu 13 stycznia 2005 roku, uchwałą Rady Miasta Krakowa, zmieniono nazwę instytucji na Krakowskie Biuro Festiwalowe.

## Zadania Biura
Biuro zajmuje się realizacją i promocją wydarzeń kulturalnych o zasięgu lokalnym, ogólnopolskim i międzynarodowym, często będących efektem współpracy z instytucjami kulturalnymi, oświatowymi, stowarzyszeniami twórczymi oraz zagranicznymi ośrodkami kultury. Biuro organizuje festiwale muzyczne – Misteria Paschalia, Sacrum Profanum, Opera Rara, Festiwal Muzyki Filmowej, prezentacje z zakresu sztuk wizualnych – ArtBoom Festival, literatury – Conrad Festival, Festiwal Miłosza, teatru – Boska Komedia, jak również tradycyjne krakowskie imprezy plenerowe, takie jak Wianki czy Sylwester na Rynku Głównym w Krakowie.
KBF jest promotorem projektów kulturalnych takich jak: Międzynarodowy Festiwal Kina Niezależnego Off Plus Camera, Burn Selector Festival, czy Coke Live Music Festival. KBF zarządza Krakowską Komisją Filmową, a także prowadzi portal Krakow.travel. Do 31 sierpnia 2022 biuro było operatorem Centrum Kongresowego ICE Kraków. W 2007 roku było zaangażowane w realizację obchodów Jubileuszu 750-lecia Lokacji Miasta Krakowa.

## Struktura
Pod szyldem KBF działa redakcja miesięcznika kulturalno-turystycznego „Karnet” – bezpłatny informator na temat wydarzeń kulturalnych i turystycznych mających miejsce w Krakowie. Miesięcznik rozprowadzany jest w Krakowie, Warszawie, Poznaniu, Wrocławiu, Gdańsku, Toruniu i Zakopanem, a także w ważnych ośrodkach europejskich, m.in.: Amsterdamie, Berlinie, Budapeszcie, Lwowie, Monachium, Pradze, Wenecji, Wiedniu, Zurychu.
Z inicjatywy prezydenta Krakowa Krakowskie Biuro Festiwalowe powołało Krakow Film Comission – strukturę odpowiedzialną za wspieranie produkcji filmowych i telewizyjnych.
Krakowskie Biuro Festiwalowe jest operatorem Centrum Konferencyjnego ICE Kraków – obiektu przystosowanego do organizacji kongresów, konferencji, koncertów, spektakli, wystaw i innych wydarzeń społeczno-kulturalnych.
W strukturach Krakowskiego Biura Festiwalowego do 31 sierpnia 2022 funkcjonowała również sieć punktów informacji miejskiej InfoKraków i Centrum Obsługi Ruchu Turystycznego (CORT). 1 września 2022 przeszły one do struktury spółki miejskiej Kraków5020. Spółka została także nowym zarządcą Pawilonu Wyspiańskiego.

## Władze

### Urzędujące (stan na sierpień 2025)
- Carolina Pietyra (dyrektorka, od października 2022)[4][5]
- Nina Gabryś-Janowska (zastępczyni dyrektorki ds. programowych)[5]
- Grzegorz Grabowski (zastępca dyrektorki ds. organizacyjnych)[5]
- Anna Górska (zastępczyni dyrektorki ds. marketingu)[5]

### Historyczne

#### Dyrektorki
- Izabela Helbin (2011–2017)[6][7]
- Magdalena Doksa-Tverberg (od lutego do października 2022)[8]

#### Dyrektor programowy
- Robert Piaskowski (2007–2019)[9]